# Black Dog (filme)
Black Dog (Estrada Alucinante (português brasileiro) ou Duelo na Estrada (português europeu)) é um filme estadunidense de 1998, estrelado por Patrick Swayze, Meat Loaf e Randy Travis.

## Resumo
Jack Crews (Patrick Swayze) é um caminhoneiro que perdeu a carta de condução quando foi condenado à prisão por causa de um acidente que ele provocou devido a uma alucinação sobre um cão negro (um tipo de Hellhound) causada pela sua exaustão na estrada. Durante sua liberdade condicional, Crews trabalha como mecânico numa oficina rasca e vive de forma modesta, mas sente-se feliz com a sua mulher e filha, de tal forma que recusa uma proposta de 10 mil dólares para transportar uma carga desconhecida, pois se ele fosse apanhado com essa mercadoria seria o passaporte para a prisão.
Mas ao saber que se não pagar 9 mil dólares da hipoteca de sua casa ela será penhorada e terá de viver para outro lado com a família, Crews decide aceitar a arriscada oferta. Inicialmente ele encontra um cão, um Pit Bull preto chamado Tiny, que mora no contêiner do caminhão, guardando a carga. Durante a viagem determinadas coisas inexplicáveis acontecem e Crews acaba por descobrir que está a fazer o transporte de armas ilegais, e que o seu chefe é corrupto e está a preparar um enorme negócio, ao vendê-las. A situação fica cada vez mais complexa e ele tem de lutar contra tudo e todos para sobreviver e conseguir salvar a família, que acabou por se tornar refém do seu chefe.

## Elenco
- Patrick Swayze  (Jack Crews)
- Meat Loaf (Red)
- Randy Travis (Earl)
- Gabriel Casseus (Sonny)
- Brian Vincent (Wes)
- Graham Beckel (Cutler)
- Brenda Strong (Melanie)
- Charles Dutton (Agente Ford)
- Rusty De Wees (Junior)
- Cytil O'Reilly (Vince)
- Stephen Tobolowsky (Agente McClaren)
- Erin Broderick (Tracy)
- Lorraine Toussaint (Avery)

## Ficha técnica
Título Original: Black Dog
- Tempo de Duração: 89 minutos
- Ano de Lançamento (EUA): 1998
- Site Oficial: http://www.blackdog-themovie.com/
- Estúdio: Universal Pictures / BBC / Marubeni Corporation / Mutual Film Company / Prelude Pictures / Rafaella Productions / Tele-München / Toho Company Ltd. / U.G.C. PH
- Distribuição: Universal Pictures
- Direcção: Kevin Hooks
- Argumento: William Mickelberry e Dan Vining
- Produção: Raffaella De Laurentiis, Mark W. Koch, Peter Saphier e Jim Wedaa
- Música: George S. Clinton
- Fotografia: Buzz Feitshans IV
- Desenho de Produção: Victoria Paul
- Direcção de Arte: Ken Hardy e Randall Richards
- Guarda-Roupa: Peggy Stamper
- Edição: Debra Neil-Fisher e Sabrina Plisco-Morris